# Повесть об Исминии и Исмине
«Повесть об Исминии и Исмине» (так же «Любовь Исминия и Исмины») — византийский роман Евматия Макремволита, имеющий различные датировки: VII, или IX—X, или XII—XIII век н.э. Написан прозой.

## Влияние античного романа
Связь с поздними античными романами несомненна: на роман повлияли «Дафнис и Хлоя» Лонга, «Левкиппа и Клитофонт» Ахилла Татия, «Эфиопика» Гелиодора, тексты Ксенофонта. О влиянии греческих текстов мы можем говорить, в первую очередь, благодаря тому, что в «Любви Исминия и Исмины» реализуется сюжетная схема греческого романа. Основным ориентиром для Евматия Макремволита была «Левкиппа и Клитофонт» Ахилла Татия. Особенно близок Евматий к греческой модели в первых семи книгах романа, где почти не отступает от нее. Но связь обоих произведений не ограничивается областью сюжета. Евматий подражает стилю и языку Ахилла Татия, и у него неоднократно встречаются как лексические и фразеологические заимствования из «Левкиппы и Клитофонта», так и другие особенности художественной техники АхиллаТатия. Так как они не только воспроизведены, но развиты и доведены до крайней степени, в результате чего роман Евматия выделяется своей экстравагантностью даже на причудливом фоне византийской прозы, известный исследователь греческого романа Эрвин Роде считал «Повесть об Исминии и Исмине» карикатурой на «Левкиппу и Клитофонта», а Евматия — сошедшим с ума Ахиллом Татием. Эта точка зрения в значительной мере, вероятно, благодаря афористическому остроумию определения прочно вошла в науку. Однако Евматий не столько обезумевший, сколько, на несколько веков постаревший Ахилл Татий, и его роман — византийский вариант «Левкиппы и Клитофонта», написанный исходя из новых эстетических запросов для нового круга читателей.

## Сюжет
Повествование ведётся от лица героя повести (Исминий), который в начале романа настолько невинен, что совершенно игнорирует знаки внимания девушки (Исмины), влюбившейся в него с первого взгляда. Он даже прямо спрашивает у друга: "А что такое любовь?" Встреча в гостеприимном доме, любовь, тайное общение за пиром, свидания в саду, бегство с помощью друга, разлука, обнаружение героем своей любимой в рабстве, любовные преследования героя его госпожой,освобождение с помощью жреца, испытание девственности героини,— все это почерпнуто из Ахилла Татия. Герои проходят через многочисленные испытания, но в конце концов становятся счастливыми. Роман завершается словами Исминия:
Влюбленные одобрят нашу повесть за множество любовных услад, девственные и чистые возрадуются целомудрию, сострадательные пожалеют о наших злосчастиях — так память о нас станет бессмертной.

(пер. с греч. С. В. Поляковой).

## Публикации в России
«Любовь Исминия и Исмины» — единственный византийский роман XII века, ставший известным русским читателям в XVIII веке. Это был перевод французской «салонной перелицовки» книги Бошана «Les Amours d’lsmeneet d’Ismenias» (1743 г.). Перевод вышел анонимно в 1769 в Москве. Затем в 1782 году русский поэт и драматург А. П. Сумароков публикует краткое изложение бошановского текста.
В настоящее время роман впервые переведён с греческого С. В. Поляковой, в 1965 году вышел в серии «Литературные памятники» (в одном томе с «Любовными письмами» Аристенета) и в 2008 в «Византийской библиотеке».

## Датировка
За все время была сделана единственная попытка, не увенчавшаяся, правда, успехом, привлечь текст для датировки. В этих целях неоднократно использовалось другое, приписывавшееся Евматию произведение, — «Загадки», содержащее, как одно время казалось, материал для хронологических заключений. Но и это не могло дать результатов, поскольку ничем нельзя подтвердить идентичность автора «Загадок» и романа: надписания рукописей «Загадок» скорее свидетельствуют об обратном. Отсутствие свидетельств о Евматий и невозможность найти в тексте опору для хронологических выводов послужили почвой неоправданных догадок и гипотез. Достаточно сказать, что роман датировали VII, IX—X, XII и XIII вв. Большинство ученых относит его к XII в., и эта точка зрения получила наиболее полное обоснование в известном справочнике К. Крумбахера. Но главный аргумент Крумбахера — признание идентичности автора романа и корреспондента, юриста и поэта XII в. Феодора Вальсамона, не подкрепленный ничем, кроме совпадения имен, не может быть признан убедительным.